# Catoptria olympica
Catoptria olympica is een vlinder uit de familie grasmotten (Crambidae). De wetenschappelijke naam is voor het eerst geldig gepubliceerd in 1983 door Ganev.
De soort komt voor in Europa.